# Irene (Dacota do Sul)
Irene é uma cidade localizada no estado norte-americano de Dacota do Sul, no Condado de Clay e Condado de Turner e Condado de Yankton.

## Demografia
Segundo o censo norte-americano de 2000, a sua população era de 432 habitantes.
Em 2006, foi estimada uma população de 406, um decréscimo de 26 (-6.0%).

## Geografia
De acordo com o United States Census Bureau tem uma área de
0,6 km², dos quais 0,6 km² cobertos por terra e 0,0 km² cobertos por água. Irene localiza-se a aproximadamente 415 m acima do nível do mar.

## Localidades na vizinhança
O diagrama seguinte representa as localidades num raio de 24 km ao redor de Irene.